# Life Science Austria

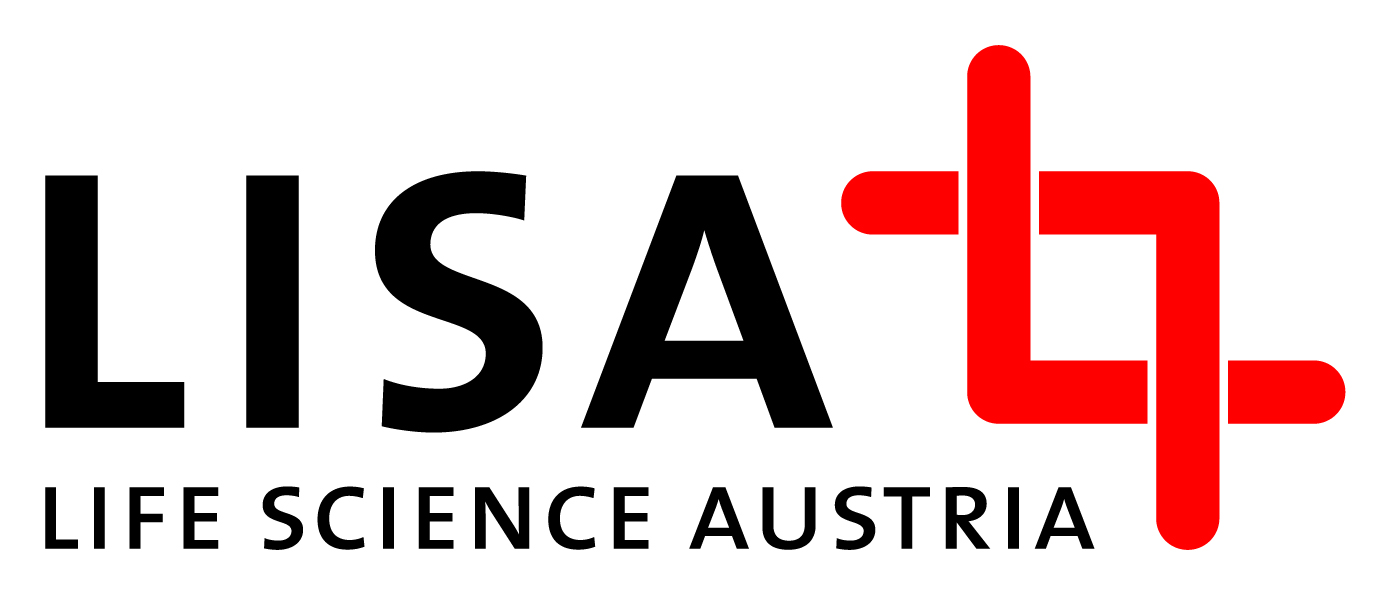
Logo der LISA

Life Science Austria (LISA) ist ein Schwerpunktprogramm im Bereich Life Sciences (Lebens- oder Biowissenschaften), das die Austria Wirtschaftsservice GmbH im Auftrag des Österreichischen Wirtschaftsministeriums seit 2002 umsetzt. Es sieht sich als Schnitt- und Anlaufstelle für Fragen der branchenspezifischen Unternehmens- und Projektförderung und ist ein Werkzeug der österreichischen Technologiepolitik und Standortförderung.

## Geschichte
Nach dem EU-Beitritt Österreichs im Jahr 1995 gehörte eine grundlegende Neupositionierung der österreichischen Wirtschaftspolitik zu den Kernanliegen der Regierungen, vor allem der Regierung Schüssel ab 2000. Bis in die 1990er Jahre war Österreich von der Privatisierung der großen Staatsbetriebe in Schwerindustrie und Infrastruktur geprägt. Nachdem viele Großbetriebe Österreichs in der Produktion unter dem Druck der Globalisierung litten und wieder Forschung und Entwicklung forcierten, sollte auch der schon traditionell starke Sektor der Klein- und Mittelbetriebe, wie auch die Ansiedlung internationaler Firmen, weiter gefördert werden.
Dabei wurde herausgearbeitet, dass ein kleines Land wie Österreich am internationalen Markt langfristig nicht in der klassischen Produktionswirtschaft bestehen kann und eine Analyse des Potentials ergab, dass neben dem Tourismus technologische Innovation eine österreichische Kernkompetenz darstellt. Weiter wurde festgestellt, dass die „Marke Österreich“ international mit Begriffen wie Natürlichkeit und Lebensqualität assoziiert wird, was das auch zu den Wunschvorstellungen der Bevölkerung gehörte.
Neben high-tech-Innovation in ingenieurwissenschaftlichen Schlüsseltechnologien etwa in der Autoindustrie und am Kommunikationssektor wurden daher die Biowissenschaften, wie Medizin, Agrartechnologie und Ernährungswissenschaften und deren Ausbau in moderne Zweige wie Biochemie und Molekularbiologie als geeignete Schlüsseltechnologien des beginnenden 21. Jahrhunderts identifiziert. Das LISA-Programm soll die Hochtechnologie in diesem Sektor fördern. Dazu gehören als begleitenden Maßnahmen auch die Schaffung des umfassenden „Lebensministeriums“ für Land- und Forstwirtschaft, Umwelt und Wasserwirtschaft und des „Infrastrukturministeriums“ für Verkehr, Innovation und Technologie in der Bundesregierung Schüssel I mit 2000 – diese beiden Ministerien gibt es ebenfalls bis heute.
Zentrale Methodik ist, einerseits die schon etablierten Zentren wie klassischen Universitätsstandorte weiter zu fördern, und andererseits durch Neuansiedlungen in strukturschwachen Gebieten
neue wirtschaftliche Impulse zu setzen. Da Standortpolitik in Österreich Sache der Länder ist, übernimmt das LISA-Programm des Bundes primär die landesübergreifende Vernetzung und die internationalen Angelegenheiten. Mit Wien besteht seit 2002 eine Bund-Bundesland-Kooperation, damit die Biotechnologie- und Medizinprodukte-Start-ups an Österreichs wichtigstem Life Sciences Standort gemeinsam betreut werden können. An der ARGE LISAvienna (Life Science Austria Vienna) sind die Wirtschaftsagentur Wien und die Austria Wirtschaftsservice jeweils zu 50 % beteiligt.
Mit den Regierungen (Gusenbauer, Faymann) wurde diese Wirtschaftsstrategie beibehalten. und für die Präsentation des Standortes Österreichs 2008 das Internationale Standortmarketing Life Science Austria (LISA) im Auftrag des seinerzeitigen Bundesministeriums für Wirtschaft und Familie und Jugend (BMWFJ) gegründet, das internationale Kooperationen intensivieren und die Wahrnehmung des Standortes Österreichs international steigern soll.
Von der Austria Wirtschaftsservice Gesellschaft wurden zwischen 2000 und 2009 mehr als 370 Mio Euro bereitgestellt und als Kredite, Garantien und Förderungen vergeben.
2017 gab es in Österreich im Life Sciences Bereich mehr als 900 Unternehmen mit knapp 55.500 Beschäftigten. Insgesamt steht die Branche für eine Wertschöpfung von über 22,4 Mrd. €, das sind rund 6,1 % der österreichischen Wirtschaftsleistung. Davon entfallen 14 Mrd. € auf den Sektor Biotechnologie und Pharmazeutik und 8,4 Mrd. € auf den Sektor Medizinprodukte. Zusätzlich sind in Österreich über 21.000 Beschäftigte an 55 akademischen Einrichtungen in Forschung, Lehre und Administration auf diesen Gebieten tätig.

## Ziele und Aufgaben
Ziele der Initiative sind die Erhöhung der Anzahl an Life Science-Unternehmen in Österreich durch Neugründungen und Ansiedelung, deren Finanzierung und die Betreuung der Gründer und Unternehmen durch diverse Beratungsleistungen und Ausbildungsmaßnahmen. Dazu soll LISA auch als Marketingplattform dienen, um den Life Science-Standort Österreich abzusichern und auszubauen. Kooperationspartner sind dabei insbesondere die einschlägigen Technologie- und Gründerzentren der Länder. Gemeinsam mit den Regionen und in Zusammenarbeit mit der Austrian Business Agency und der Wirtschaftskammer Österreich sieht sich LISA als Ansprechpartner in Fragen der Kooperation, Ansiedlung und Förderung von Projekten und Unternehmen.
Zur Erreichung dieser Ziele veranstaltet LISA den Business-Plan Wettbewerb Best of Biotech – BOB, finanziert vielversprechende, vorwettbewerbliche Forschungsprojekte LISA-PreSeed und berät Unternehmen und Unternehmensgründungen in den Bereichen Geschäftsmodelle, Strukturierung, Businessplanerstellung, Finanzierung, Förderung und Patente. Das Angebot beinhaltet auch Aus- und Weiterbildung von Gründern und Unternehmen sowie Studierenden der Life Science-Studienrichtungen. Die Finanzierung von Gründungen mit LISA  Seedfinancing und die Projektfinanzierung (Double Equity, erp Kredite, Garantieinstrumente) in der späteren Unternehmensentwicklung sind für Life Science-Unternehmen die wichtigsten Förderinstrumente in der Start- und Wachstumsphase.

## Wichtige Standorte der Lebenswissenschaften in Österreich
Es ist jeweils nur eine Auswahl mit Fokus auf Forschungseinrichtungen angeführt, die als wichtige Impulsgeber für die Branche betrachtet werden können. Genauere Einblicke bieten der Life Science Report Austria 2018 und das Austrian Life Sciences Directory. Letzteres kann online nach den akademischen Einrichtungen und Unternehmen durchsucht werden, die in Österreich im Bereich Biotechnologie, Pharmazeutik, Medizinprodukte, Digital Health, Bioökonomie und den damit zusammenhängenden Forschungsgebieten tätig sind.
Wien:
- Vienna BioCenter (3. Bezirk) mit FH Campus Wien, GMI (ÖAW), IMBA (ÖAW), IMP, Max Perutz Labs Vienna, zahlreichen Biotechnologie- und Service-Unternehmen und zukünftig auch der Universität Wien.[8]
- Technische Universität Wien (TU Wien, 4. Bezirk)
- Universität für Bodenkultur Wien (BOKU, 18. Bezirk)
- MedUni Campus AKH Wien (9. Bezirk) mit Medizinische Universität Wien (MedUni Wien), CeMM (ÖAW), St. Anna Kinderkrebsforschung, verschiedene Ludwig-Boltzmann-Institute und Cluster sowie Christian Doppler Labors
- Veterinärmedizinische Universität Wien (Vetmeduni Vienna, 21. Bezirk)
- Austrian Institute of Technology (AIT, 21. Bezirk)

Niederösterreich:
- Wiener Neustadt: Technopol für Medizin- und Materialtechnologien (ACMIT, K1)
- Tulln: Technopol für Agrar- und Umweltbiotechnologie; mit IFA
- Krems: Technopol für medizinische Biotechnologie: Campus Krems mit UWK, ICM-FH, KL-U, LKH; Bio Science Park Krems (BTZ)
- Wieselburg: Technopol für Bioenergie, Agrar- und Lebensmitteltechnologie; mit FJ/LMTZ/BLT
- Klosterneuburg: Institute of Science and Technology Austria (ISTA)

Oberösterreich:
- Oberösterreichischer Zentralraum um Linz und Wels

Steiermark:
- Graz: Medizinische Universität Graz (Med Uni Graz), Technische Universität Graz (TU Graz), FH Joanneum, Joanneum Research, Austrian Centre of Industrial Biotechnology (acib, K2), Research Center Pharmaceutical Engineering (RCPE, K1), Bioenergy 2020+ (K1)

Tirol:
- Innsbruck: Medizinische Universität Innsbruck, Center for Personalized Cancer Medicine (Oncotyrol, K1)
- Hall: UMIT TIROL - Private Universität für Gesundheitswissenschaften und -technologie